# 長谷川真吾
長谷川 真吾（はせがわ しんご、本名・木村 司（きむら つかさ）、1984年12月3日 - ）は、日本の演歌歌手。株式会社HaruHaruに所属。レーベルは日本クラウン。過去はオフィス亜都夢に所属していた。鳥取県米子市出身。

## 経歴
- 鳥取県米子市　第８回歌謡段位認定大会「プロ志望の部」に「大きな古時計」で出場。

「自動車ショー歌」や「夜明けの停車場」などの作曲家として知られる叶弦大に声をかけられ内弟子となり、デビューまでの２年間回転寿司でアルバイトをしながら歌やダンスの勉強をする。
- 2005年7月　日本クラウンよりイケメン演歌歌手として「真っ赤な純情」でダンスを武器にデビュー。キャッチコピーは「虜になるほど危険な瞳」
- 2005年10月　山陰放送でレギュラー番組「長谷川真吾の GO!GO!真吾〜!」放送開始
- 2005年10月　月刊カラオケONGAKU「チャレンジスピリッツ」連載開始
- 2005年12月　クラウン　ヒット賞受賞
- 2006年1月　ファンクラブ「GOGO CLUB」発足
- 2006年6月7日シングル「夕映えの街」リリース。
- 2007年2月　月刊歌謡アリーナ「長谷川真吾のHappy Sensation」連載開始
- 2007年10月　日本歌手協会　奨励賞受賞
- 2008年3月　山陰放送ラジオ「音楽の風車」BSSまつりにてリクエスト１位を獲得
- 2008年3月5日　シングル「夜明けの停車場」リリース。
- 2009年8月5日　シングル「馬っ鹿じゃなかろかルンバ」リリース。
- 2011年6月8日　株式会社「HaruHaru」を立ち上げ独立。
- 2012年5月26日　自身がプロデュースするメンズスーツブランド「shingo45」をネットでオープン。

## 人物
- HIPHOPダンスを踊りながら、演歌、歌謡曲を歌う。
- 身長 172cm、体重 54kg、靴サイズ 27cm、血液型・O型、いて座
- 好きな色・オレンジ、黒、白
- 好きな言葉・日進月歩・以心伝心
- 好きな食べ物・おいしもの全部
- 好きな飲み物・午後ティーのレモン
- 嫌いなもの・コーヒー。でもコーヒー牛乳は好き
- 尊敬する歌手・小林旭
- 好きなアーティスト　EXILE
- 好きなキャラクター・スティッチ!
- 特技・ヒップホップダンス・社交ダンス
- 趣味・眠って夢を見ること
- 好きなスポーツ・水泳、バドミントン、バレーボール、ソフトテニス
- 好きな女性のタイプ・優しくて面倒見のいい人
- 好きな科目・音楽、体育
- アルバイト歴・回転寿司店員(鳥取2年、静岡1年半)
- R&B・HIPHOPユニットのTWICEのMASAとは、米子市立加茂中学校時代の同級生であり、2年間同じクラスであった。

## ディスコグラフィー

### シングル
1. 真っ赤な純情 c/w恋の惚れ天ドン（2005年7月21日発売）シングルCD：CDCN-1201,シングルMT:CRSN-1201
2. 夕映えの街 c/w夜霧の靴音（2006年6月7日発売）シングルCD:CRCN-1254,シングルMT:CRSN-1254　オリコン最高152位。
3. 夜明けの停車場 c/w鉄橋をわたると涙がはじまる（2008年3月5日発売）シングルCD:CRCN-1343,シングルMT:CRSN-1343
※『夜明けの停車場』は、石橋正次の歌唱で1972年1月に発売され大ヒットした曲（この曲で石橋はNHK紅白歌合戦初出場）。『鉄橋をわたると涙がはじまる』も、同年の石橋正次のヒット曲。
4. 馬っ鹿じゃなかろかルンバ c/w輝いて煌いて（2009年8月5日発売）CRCN-1406
5. 富岡ラプソディー c/wポン太の日記帳（2017年12月6日発売）CRCN-8113

## 出演

### ラジオ
- 長谷川真吾の GO!GO!真吾〜!（山陰放送）

### その他
- 月刊カラオケONGAKU「チャレンジスピリッツ」月刊誌連載中
- 月刊歌謡アリーナ「長谷川真吾のHappy Sensation」月刊誌連載中

その他